# Cities: Skylines
Cities: Skylines je budovatelská strategie od studia Colossal Order, publikována společností Paradox Interactive, vydána 10. března 2015. Hra je pro jednoho hráče, jde o variaci klasického žánru městských simulací.  
V říjnu 2023 byla vydána nástupnická hra s titulem Cities: Skylines II.

## Herní princip
Hráč musí pro rozvoj města sledovat městský rozpočet, populaci, zdraví, radost, zaměstnanost, znečištění (půdní, vodní a hlukové), dopravu a propracovanou veřejnou dopravu. Hra nabízí sandbox mód, kde není hráč omezen financemi či zdroji surovin. Hra funguje offline.

### Komunitní obsah
Hra je propojena se Steam Workshopem a podporuje sdílení obsahu vytvořeného hráčskou komunitou - mapy, módy upravující některé herní mechanismy i "assety" ve formě vlastních modelů budov nebo vozidel. Již měsíc po vydání bylo na Steam Workshopu vytvořených přes 20 000 hráčských dodatků ke hře, v červenci 2023 (krátce před vydáním Cities: Skylines II) bylo hráči vytvořeno přes 50 000 map, 2 000 módů a desítky tisíc assetů. Aktivní komunitní tvůrci jsou přitom podle některých zdrojů jedním z hlavních faktorů, na kterých stojí dlouhodobý úspěch hry.

## Vydání
Cities: Skylines oznámil vydavatel Paradox Interactive 14. srpna, 2014 na GameConu, zatímco hra byla v alfa fázi vývoje.

### Stahovatelný obsah
Po dobu existence hry vydali vývojáři mnoho expanzí. Jejich ceny se v přepočtu obvykle pohybují mezi 300 a 370 korunami.
| Název                 | Překlad Názvu               | Datum Vydání       | Popis | Cena   |
| --------------------- | --------------------------- | ------------------ | --- | ------ |
| After Dark            | Po Setmění                  | 24. září 2015      | Přidává do hry 2 nové typy komerčních areálu – volnočasové a turistické. Volnočasové obsahují restaurace, kluby, apod. Turistické obsahují hotely, obchody se suvenýry, apod. Kromě toho přidává vězení, taxi službu, a denní cyklus. | 15EUR  |
| Snowfall              | Sněžení                     | 18. února 2016     | Přidává do hry mapy se sněhem, objekty se zimní tematikou a tramvaje. | 13EUR  |
| Match Day             | Den Zápasu                  | 9. června 2016     | Dodává možnost pořádat fotbalové zápasy na nových stadionech. Tohle DLC je zdarma. | Zdarma |
| Natural Disasters     | Přírodní Katastrofy         | 29. listopadu 2016 | Přidává do hry přírodní katastrofy, jako jsou tsunami, meteority, nebo zemětřesení. | 15EUR  |
| Mass Transit          | Hromadná Doprava            | 18. května 2017    | Přidává nové druhy hromadné dopravy (lodě, monorails, lanovké dráhy a vzducholodě). Kromě toho přidává nové přestupné stanice a nové silnice.                                                                                         | 13EUR  |
| Concerts              | Koncerty                    | 17. srpna 2017     | Přidává možnost pořádání koncertů. | 7EUR   |
| Green Cities          | Zelená Města                | 19. října 2017     | Přidává možnosti k výstavbě ekologického města a mnoha nových ekologických budov, elektromobilů, nových parků a škol, a nových způsobů třídění odpadu a likvidace odpadních vod.                                                      | 13EUR  |
| Parklife              | Život v Parku               | 24. května 2018    | Přidává do hry možnost tvorby rozsáhlých parků, k nimž patří: - Městské parky - Zábavní parky - Zoo - Nebo přírodní rezervace | 15EUR  |
| Industries            | Průmysl                     | 2. prosince 2018   | Dodává do hry možnost tvorby komplexních industriálních areálů. V těch se poté dá sledovat tvorba různých produktů a nastavovat vývoz těchto produktů buď do komerčních areálů ve městě nebo mimo město. Kromě toho přidává poštu.    | 15EUR  |
| Campus                | Kampus                      | 21. května 2019    | Umožňuje hráčům vytvářet komplexní areály univerzit, pomocí nástroje, se kterým se dělají čtvrtí. Dalšími novinkami jsou nové knihovny, muzea, univerzitní služby, sportovní areály apod.                                             | 13EUR  |
| Sunset Harbour        | Přístav Zapadajícího Slunce | 26. března 2020    | Přidává helikoptéry, rybářství, trolejbusy. Také procesy sběru odpadu a zbavování se špinavé vody byly upraveny. Mimo toho do hry byly přidány nové velko-kapacitní přestupní stanice, které jsou kompatibilní s Mass Transit DLC.    | 15EUR  |
| Airports              | Letiště                     | 25. ledna, 2022    | Přidává do hry modulární letiště, přepracovává umělou inteligenci letadel, a dodává možnost připojení zmíněných letiští k městské hromadní dopravě.                                                                                   | 13EUR  |
| Plazas and Promenades | Náměstí a Promenády         | 14. září, 2022     | Přidává do hry možnost tvorby modulárních náměstí a veřejných prostranství. Přidává mimo toho i různé chodníky pro chodce. | 15EUR  |
| Financial Districts   | Bankovní Čtvrtě             | 13. prosince, 2022 | Přidává do hry mnoho nových budov, investice a akcie. | 8EUR   |

Ke hře jsou také vydávány tzv. patche (náplasti) které opravují vady ve hře a přidávají nové funkce. I základní verze bývá zdarma vylepšována.